# Kim Nọi
Kim Nọi là một xã thuộc huyện Mù Cang Chải, tỉnh Yên Bái, Việt Nam.

## Địa lý
Xã Kim Nọi nằm ở trung tâm huyện Mù Cang Chải, có vị trí địa lý:
- Phía đông giáp xã Chế Cu Nha
- Phía tây giáp xã Lao Chải
- Phía nam giáp xã Dế Xu Phình
- Phía bắc giáp thị trấn Mù Cang Chải và các xã Mồ Dề, Khao Mang.

Xã Kim Nọi có diện tích 32,26 km², dân số năm 2019 là 1.824 người, mật độ dân số đạt 57 người/km².

## Lịch sử
Ngày 9 tháng 5 năm 1998, Chính phủ ban hành Nghị định 27/1998/NĐ-CP về việc thành lập thị trấn Mù Cang Chải trên cơ sở điều chỉnh 335 ha diện tích tự nhiên và 905 nhân khẩu của xã Kim Nọi.
Sau khi điều chỉnh địa giới hành chính, xã Kim Nọi có 3.261 ha diện tích tự nhiên và 1.064 nhân khẩu.